# Екимов, Пётр Екимович
Петр Екимович Екимов (Акимов, Якимов; ок. 1735 — после 1795) — русский переводчик. Первый переводчик Гомера на русский язык.

## Биография
Происходил, по-видимому, из духовного сословия. После 1752 г. учился в Новгородской духовной семинарии; в 1757 г. при помощи И. И. Шувалова был принят в Московский университет, специализировался в греческом и латинском языках, где учился до 1766 г. В 1765 г. Екатериной II определен в статскую службу с обер-офицерским чином. В том же году зачислен переводчиком в Синод с чином губернского секретаря.  В 1775 г. ушел из Синода в штат Главной магистратской конторы Петербурга. В 1778 г. Г. А. Потемкин определил Екимова на службу во вновь образованное Екатеринославское наместничество переводчиком с греч. языка при губернской канцелярии Азовской (затем Екатеринославской) губернии; там Екимов служил до 1778 г.  Обремененный семейством, жаловался на ослабевшее зрение и большую бедность, заставившую его распродать «самонужнейшие и малые вещи». С 1784 г. служил секретарем уездного суда в г. Мирополье (тогда Харьковской губернии). После 1795 имя Екимова исчезает из «Адрес-календарей» (где он упоминается то под фамилией Якимов, то Акимов).

## Переводы
К 1768 Екимов подготовил и представил в Академическую типографию переведенный им, очевидно, с латинского языка «Храм древностей» (1771; 2-е изд. 1784) — толковый словарь персонажей античной мифологии, включающий также несколько библейских имен. Не исключено, что при переводе Е. пользовался не одним, а несколькими источниками
В 1770 г. Екимов уже работал над прозаическим переводом «Илиады»: Екатерина II писала Вольтеру, что Гомер переводится на русcкий язык. Первые 12 песен «Илиады» были завершены к 1773 г. и напечатаны «Обществом, старающимся о напечатании книг, Н. И. Новикова», но Новиков не сумел оплатить тираж и издание не выходило в продажу до выхода второй части  в 1778 г. В 1776 г. И. Ф. Богданович писал, что «перевод Омировых, или Гомеровых, стихотворений, ныне издаваемый, может служить некоторою эпохою российских словесных наук, кои преподают нам красоты славного греческого творца в их, так сказать, природном изображении и обещают нам своих собственных Гомеров». Ч. 1 «Омировых творений» вышла с датой «1776» на титульном листе; ч. 2 датирована 1778; к февралю 1777 г. Екатерина II уже читала книгу и сообщала Вольтеру, что «все хвалят перевод».
Несмотря на прозаическую форму перевода, Екимов положил начало традиции «возвышенной» интерпретации Гомера. Стилистически следуя за поздним В. К. Тредиаковским (установка на церковнославянский язык, широкое использование двусоставных эпитетов и т. п.), Eкимов вводил в его стиль элементы слога популярных произведений старинной письменности (переводы «Истории о разорении Трои», «воинские» повести). Как полный и весьма точный «русский Гомер», перевод Екимова был долго и широко известен. Перевод Екимова внимательно читал и использовал Н. И. Гнедич, заимствовав из него ряд характерных словосочетаний и эпитетов.
Как известно из «репорта» Екимова (от 23 марта 1786) правителю наместничества И. М. Синельникову в сентябре 1779 г. Екимов поднес Потемкину прозаический перевод «Одиссеи», а до этого трижды приезжал в Петербург для поднесения отдельных песен поэмы. Перевод был передан в Академию наук и упоминается в отчете С. Г. Домашнева при сдаче академических дел в 1783 г.; сохранилась расписка Е. в получении от Академии денег в счет этого перевода. В 1802 г. И. И. Лепехин, проверявший после Домашнева наличие рукописей, передал манускрипт (без песен 4—5) в Академию (хотя его современное местонахождение неизвестно). А. Н. Егунов привел убедительные стилистические аргументы в пользу атрибуции Екимову перевода, изданного 1788 г.; обычно он без особых оснований приписывался Моисею Гумилевскому или П. И. Соколову, который только отредактировал текст для переиздания 1815 г. В упомянутом «репорте» Екимов сообщал также, что он трудится над переложением «Илиады» в стихи и начерно подготовил первую песнь, которая «состоит в большем против прозы количестве». Никаких следов этого начинания не сохранилось.